# Заводоуковський міський округ
Заводоуко́вський міський округ (рос. Заводоуковский городской округ) — міський округ у складі Тюменської області, Росія.
Адміністративний центр — місто Заводоуковськ.

## Географія
Заводоуковський міський округ розташований в південно-східній частині Тюменської області. Межує з Упоровським, Ялуторовським, Юргінським, Омутинским та Армізонським районами області.
Територією округу протікає річка Тобол і права притока Тоболу — річка Ук. Багато невеликих озер. До найцінніших природних ресурсів району відносяться сільськогосподарські угіддя та ліс.

## Населення
Населення округу становить 46678 осіб (2020; 46820 у 2018, 46748 у 2010, 48382 у 2002).

## Історія
Заводоуковський район утворений 12 січня 1965 року у складі міста Заводоуковськ, 3 смт (Лебедєвка, Лісний, Новий Тап) та 25 сільрад Ялуторовського та Омутинського районів: Бігілинська, Буньковська, Відоновська, Ємуртлинська, Інгалінська, Колесниковська, Коркинська, Крашенинська, Либаєвська, Нижньоманайська, Ніколаєвська, Новозаїмська, Падунська, Пушкарьовська, П'ятковська, Радгоспна, Скородумська, Сосновська, Старозаїмська, Суєрська, Сунгуровська, Упоровська, Хорзовська, Шестаковська та Шилікульська. 15 вересня 1965 року утворена Тумашовська сільрада, ліквідована Сунгуровська сільрада. 5 листопада 1965 року Пушкарьовська сільрада перейменована в Бизовську. 30 грудня 1966 року до відновленого Упоровського району передані Бизовська, Буньковська, Відоновська, Ємуртлинська, Інгалінська, Коркинська, Крашенинська, Нижньоманайська, Ніколаєвська, П'ятковська, Скородумська, Суєрська та Упоровська сільради.
8 січня 1968 року утворена Боровинська сільрада. 24 січня 1968 року Хорзовська сільрада перейменована в Першинську. 19 жовтня 1968 року утворене селище Комсомольський в межах міста Заводоуковськ. 9 січня 1969 року утворена Гільовська сільрада, ліквідована Шилікульська сільрада. 9 грудня 1970 року смт Лебедєвка, Лісний та Новий Тап передані до складу Юргінського району. 12 січня 1971 року смт Лебедєвка повернуто до складу Заводоуковського району. 5 листопада 1984 року утворена Дроновська сільрада.
23 березня 1992 року місто Заводоуковськ отримало статус обласного та виведене зі складу район. 18 січня 1995 року селище Комсомольський виведене зі складу міста Заводоуковськ та отримало статус села. 27 листопада 1997 року смт Лебедєвка перетворено в село, селищна рада перетворена в сільраду.
Станом на 2002 рік у складі району існували 1 селищна та 15 сільських рад:
| Поселення                    | Площа, км² | Населення, осіб (2002) | Населені пункти                                                                              |
| ---------------------------- | ---------- | ---------------------- | -------------------------------------------------------------------------------------------- |
| Бігілинська сільська рада    | -          | 922                    | села Бігіла, Яковлево, присілок Плюхина                                                      |
| Боровинська сільська рада    | -          | 844                    | село Боровинка                                                                               |
| Гільовська сільська рада     | -          | 961                    | село Гільово, присілок Пономарьова, селище Криволукський                                     |
| Дроновська сільська рада     | -          | 675                    | присілки Дронова, Красна                                                                     |
| Колесниковська сільська рада | -          | 1239                   | села Колесниково, Комісарово                                                                 |
| Комсомольська сільська рада  | -          | 845                    | селище Комсомольський                                                                        |
| Лебедєвківська сільська рада | -          | 1640                   | селище Лебедєвка                                                                             |
| Либаєвська сільська рада     | -          | 1745                   | села Новолибаєво, Сунгурово, Шилікуль, присілки Карасьє, Комарова, Нижньоінгал, Старолибаєва |
| Новозаїмська сільська рада   | -          | 4433                   | село Нова Заїмка, присілок Новозаїмська, селище Ольховка                                     |
| Падунська сільська рада      | -          | 2854                   | села Падун, Семеново, селища Річний, Степний, Уково, Урожайний                               |
| Першинська сільська рада     | -          | 802                    | села Першино, Седінкіно                                                                      |
| Радгоспна сільська рада      | -          | 2079                   | село Горюново, селища Лісний, Мічурінський, Озерки, Центральний                              |
| Сосновська сільська рада     | -          | 966                    | село Сосновка, присілки Кошелева                                                             |
| Старозаїмська сільська рада  | -          | 932                    | села Марково, Стара Заїмка, селище Зерновий                                                  |
| Тумашовська сільська рада    | -          | 1116                   | село Тумашово, присілок Щуче, селища Тумашовський, Участок № 24                              |
| Шестаковська сільська рада   | -          | 655                    | село Шестаково, присілки Каменка, Покровка                                                   |

2004 року Заводоуковський район та місто обласного підпорядкування Заводоуковськ об'єднані в Заводоуковський міський округ.

## Населені пункти
| №  | Населений пункт        | Населення, осіб (2002) | Населення, осіб (2010) |
| -- | ---------------------- | ---------------------- | ---------------------- |
| 1  | Бігіла, село           | 636                    | 579                    |
| 2  | Боровинка, село        | 844                    | 719                    |
| 3  | Гільово, село          | 692                    | 686                    |
| 4  | Горюново, село         | 564                    | 479                    |
| 5  | Дронова, присілок      | 484                    | 455                    |
| 6  | Заводоуковськ, місто   | 25674                  | 25647                  |
| 7  | Зерновий, селище       | 55                     | 51                     |
| 8  | Каменка, присілок      | 98                     | 63                     |
| 9  | Карасьє, присілок      | 7                      | 8                      |
| 10 | Колесниково, село      | 1146                   | 999                    |
| 11 | Комарова, присілок     | 116                    | 109                    |
| 12 | Комісарово, село       | 93                     | 53                     |
| 13 | Комсомольський, селище | 845                    | 810                    |
| 14 | Кошелева, присілок     | 117                    | 109                    |
| 15 | Красна, присілок       | 191                    | 155                    |
| 16 | Криволукський, селище  | 8                      | 2                      |
| 17 | Лебедьовка, селище     | 1640                   | 1446                   |
| 18 | Лісний, селище         | 300                    | 284                    |
| 19 | Марково, село          | 175                    | 142                    |
| 20 | Мічурінський, селище   | 526                    | 497                    |
| 21 | Нижньоінгал, присілок  | 211                    | 186                    |
| 22 | Нова Заїмка, село      | 4229                   | 4143                   |
| 23 | Новозаїмська, присілок | 192                    | 173                    |
| 24 | Новолибаєво, село      | 759                    | 925                    |
| 25 | Озерки, селище         | 285                    | 254                    |
| -  | Ольховка, селище       | 12                     | -                      |
| 26 | Падун, село            | 1854                   | 1904                   |
| 27 | Першино, село          | 545                    | 550                    |
| 28 | Плюхина, присілок      | 72                     | 60                     |
| 29 | Покровка, присілок     | 80                     | 66                     |
| 30 | Пономарьова, присілок  | 261                    | 275                    |
| 31 | Річний, селище         | 290                    | 287                    |
| 32 | Седінкіно, село        | 257                    | 231                    |
| 33 | Семеново, село         | 173                    | 186                    |
| 34 | Сосновка, село         | 849                    | 715                    |
| 35 | Стара Заїмка, село     | 702                    | 613                    |
| -  | Старолибаєва, присілок | 239                    | -                      |
| 36 | Степний, селище        | 221                    | 214                    |
| 37 | Сунгурово, село        | 281                    | 269                    |
| 38 | Тумашово, село         | 494                    | 411                    |
| 39 | Тумашовський, селище   | 67                     | 74                     |
| 40 | Уково, селище          | 18                     | 12                     |
| 41 | Урожайний, селище      | 298                    | 304                    |
| 42 | Участок 24 км, селище  | 7                      | 5                      |
| 43 | Центральний, селище    | 404                    | 358                    |
| 44 | Шестаково, село        | 477                    | 386                    |
| 45 | Шилікуль, село         | 132                    | 122                    |
| 46 | Щуче, присілок         | 548                    | 533                    |
| 47 | Яковлево, село         | 214                    | 199                    |